# Лаврентия (Герасимова)
Лаврентия (в миру Леокадия Ильинична Герасимова, укр. Левкадія Іллівна Гарасимів; 30 сентября 1911 — 28 августа 1952) — блаженная Украинской грекокатолической церкви, монахиня.

## Биография
Родилась 30 сентября 1911 года в деревне Рудники (современный Стрыйский район Львовской области Украины).
В 1931 году вступила в монастырь Сестер Конгрегации Святого Иосифа, а в 1933 году дала свои первые обеты.
В 1950 году была арестована солдатами НКВД и вывезена в г. Борислав, затем — в Томск. Здоровье сестры уже было очень подорвано. 30 июня 1950 получила назначение в с. Харск Томской области. Жила в одной комнате (перегороженой) с парализованным хозяином, потому что никто не хотел брать на квартиру больную туберкулезом.
Умерла 28 августа 1952 г. в Харске.

## Прославление
Обряд беатификации состоялся 27 июня 2001 года во Львове во время Литургии по византийскому обряду с участием Иоанна Павла II. На могилу блаженной Лаврентии совершаются паломничества.